# Quốc lộ 37
Quốc lộ 37 là tuyến đường liên tỉnh nối 8 tỉnh, thành phố Thái Bình, Hải Phòng, Hải Dương, Bắc Giang, Thái Nguyên, Tuyên Quang, Yên Bái và Sơn La với nhau, có chiều dài là 470 km.

## Lộ trình
Điểm đầu bắt đầu từ Cảng Diêm Điền (Thái Thụy - Thái Bình). Điểm cuối giao cắt với Quốc lộ 4G tại Nà Ớt, huyện Mai Sơn, tỉnh Sơn La (đoạn từ Cò Nòi đi Nà Ớt trước đây là tỉnh lộ). Quốc lộ 37 trước đây có điểm đầu giao với Quốc lộ 18 tại thị trấn Sao Đỏ, tỉnh Hải Dương, nay được nối thêm đoạn đầu từ thị trấn Diêm Điền, tỉnh Thái Bình tới thị trấn Sao Đỏ, tỉnh Hải Dương (đoạn này nguyên là Quốc lộ 183, Quốc lộ 17A và một số đoạn tuyến đường tỉnh, đường huyện thuộc 3 tỉnh Hải Dương, Thái Bình và Hải Phòng).
Trên bản đồ Quốc lộ 37 giống như một vòng cung bảo vệ cho Thủ đô và đồng bằng Bắc Bộ từ phía đông bắc, phía bắc và phía tây. Quốc lộ 37 vượt qua các con sông lớn như sông Luộc, sông Thái Bình, sông Cầu, sông Chảy, sông Hồng, sông Đà; và vượt qua các dãy núi lớn là dãy Tam Đảo (qua Đèo Khế) và dãy Hoàng Liên Sơn; đi qua nhiều vùng hẻo lánh với núi non hùng vĩ và có nhiều dân tộc thiểu số sinh sống.
Quốc lộ 37 chia làm hai đoạn chạy qua các huyện sau:
- Đoạn 1: Thái Thụy - Vĩnh Bảo - Ninh Giang - Tứ Kỳ - Gia Lộc - thành phố Hải Dương - Nam Sách - Chí Linh - Lục Nam - Lạng Giang - Việt Yên - Hiệp Hòa - Phú Bình - thành phố Thái Nguyên - Phú Lương - Đại Từ - Sơn Dương - thành phố Tuyên Quang - Yên Sơn.
- Đoạn 2: Yên Bình - thành phố Yên Bái - Trấn Yên - Văn Chấn - Phù Yên - Bắc Yên - Mai Sơn.

Hai đoạn trên bị ngắt quãng do hồ thủy điện Thác Bà. Quốc lộ 70 nối hai đoạn này, vòng qua huyện Đoan Hùng, Phú Thọ, nên đoạn nối của Quốc lộ 70 cũng được gọi là Quốc lộ 37.
Quốc lộ 37 giao với rất nhiều Quốc lộ khác và có nhiều đoạn đi trùng với các Quốc lộ khác như 5A, 1A, 3, 32, 70,... Quốc lộ 37 nối với Quốc lộ 18 (tại Sao Đỏ, Chí Linh), Quốc lộ 31 (tại Đồi Ngô, Lục Nam), Quốc lộ 1 (tại Kép, Lạng Giang), Quốc lộ 1B (tại Chùa Hang, Đồng Hỷ), Quốc lộ 3 (tại thành phố Thái Nguyên), Quốc lộ 70, Quốc lộ 32 (tại Văn Chấn), Quốc lộ 32B và Quốc lộ 43 (tại Phù Yên) và Quốc lộ 10 (tại Vĩnh Bảo).

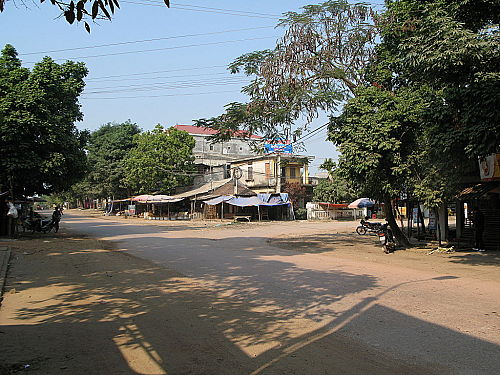
Quốc lộ 37 qua Trại Cờ, huyện Hiệp Hòa, tỉnh Bắc Giang

Trên Quốc lộ 37 tại ranh giới 2 tỉnh Yên Bái và Sơn La có đèo Lũng Lô nổi tiếng.